# مادربزرگ ژنرال است
مادربزرگ ژنرال است (ازبکی: Suyunchi, Суюнчи) یک فیلم درام ازبکستانی محصول سال ۱۹۸۲ به کارگردانی ملیس ابزالوف است.